# Ансель Адамс (територія)
Дика територія Ансель Адамс (англ. Ansel Adams Wilderness) — дика територія в горах Сьєрра-Невада в Каліфорнії, США. Частина Національних лісів Іньйо і Сьєрра. Була заснована згідно з Актом диких територій 1964 року. У 1984, після смерті відомого фотографа Анселя Адамса, знаменитого своїми фотографіями цих гір, територія була розширена і перейменована його іменем.
1. ↑  wilderness.net